# Kiełczewo
Kiełczewo is een plaats in het Poolse district  Kościański, woiwodschap Groot-Polen. De plaats maakt deel uit van de gemeente Kościan en telt 1447 mieszkańców inwoners.